# Elijah Mathew
Elijah Onkware Mathew (* 7. Februar 2000) ist ein kenianischer Leichtathlet, der sich auf den Sprint spezialisiert hat.

## Sportliche Laufbahn
Erste internationale Erfahrungen sammelte Elijah Mathew im Jahr 2017, als er bei den U18-Weltmeisterschaften in Nairobi im 100-Meter-Lauf mit 10,74 s im Halbfinale ausschied. Bei den World Athletics Relays 2021 im polnischen Chorzów wurde er in 1:24,26 min Zweiter in der 4-mal-200-Meter-Staffel hinter dem deutschen Team.

## Persönliche Bestzeiten
- 100 Meter: 10,55 s (+0,5 m/s), 13. April 2019 in Iten
- 200 Meter: 21,54 s, 6. Februar 2021 in Nairobi